# Castillo Santa Cecilia
Castillo Santa Cecilia es un hotel localizado en la ciudad de Guanajuato, en el estado de Guanajuato, México. Manuel Quezada Brandy adquirió los terrenos de la antigua finca de San Javier y comenzó la construcción de un edificio con aspecto de castillo medieval en 1951. El castillo fue creado para ser un hotel y ya contaba con 20 habitaciones en 1952.